# Saint-Pierre-de-Curtille
Saint-Pierre-de-Curtille est une commune française située dans le département de la Savoie, en région Auvergne-Rhône-Alpes.

## Géographie
Saint-Pierre-de-Curtille possède un rivage de 6 kilomètres au nord-ouest du lac du Bourget.

### Communes limitrophes
| Chanaz       | Conjux                                    | Conjux                                                                                    |
| Chanaz Lucey | Saint-Pierre-de-Curtille                  | Chindrieux [par quadripoint] (lac du Bourget) Saint-Germain-la-Chambotte (lac du Bourget) |
| Lucey        | Lucey ; Ontex La Chapelle-du-Mont-du-Chat | Brison-Saint-Innocent (lac du Bourget)                                                    |

## Urbanisme

### Typologie
Au 1er janvier 2024, Saint-Pierre-de-Curtille est catégorisée commune rurale à habitat dispersé, selon la nouvelle grille communale de densité à sept niveaux définie par l'Insee en 2022.
Elle est située hors unité urbaine et hors attraction des villes,.
La commune, bordée par un plan d’eau intérieur d’une superficie supérieure à 1 000 hectares, le lac du Bourget, est également une commune littorale au sens de la loi du 3 janvier 1986, dite loi littoral. Des dispositions spécifiques d’urbanisme s’y appliquent dès lors afin de préserver les espaces naturels, les sites, les paysages et l’équilibre écologique du littoral, tel le principe d'inconstructibilité, en dehors des espaces urbanisés, sur la bande littorale des 100 mètres, ou plus si le plan local d’urbanisme le prévoit.

### Occupation des sols
L'occupation des sols de la commune, telle qu'elle ressort de la base de données européenne d’occupation biophysique des sols Corine Land Cover (CLC), est marquée par l'importance des forêts et milieux semi-naturels (42 % en 2018), une proportion sensiblement équivalente à celle de 1990 (42,2 %). La répartition détaillée en 2018 est la suivante : 
forêts (42 %), eaux continentales (40 %), prairies (9,5 %), zones agricoles hétérogènes (4,1 %), zones urbanisées (3,3 %), zones humides intérieures (1,1 %).
L'IGN met par ailleurs à disposition un outil en ligne permettant de comparer l’évolution dans le temps de l’occupation des sols de la commune (ou de territoires à des échelles différentes). Plusieurs époques sont accessibles sous forme de cartes ou photos aériennes : la carte de Cassini (XVIIIe siècle), la carte d'état-major (1820-1866) et la période actuelle (1950 à aujourd'hui).

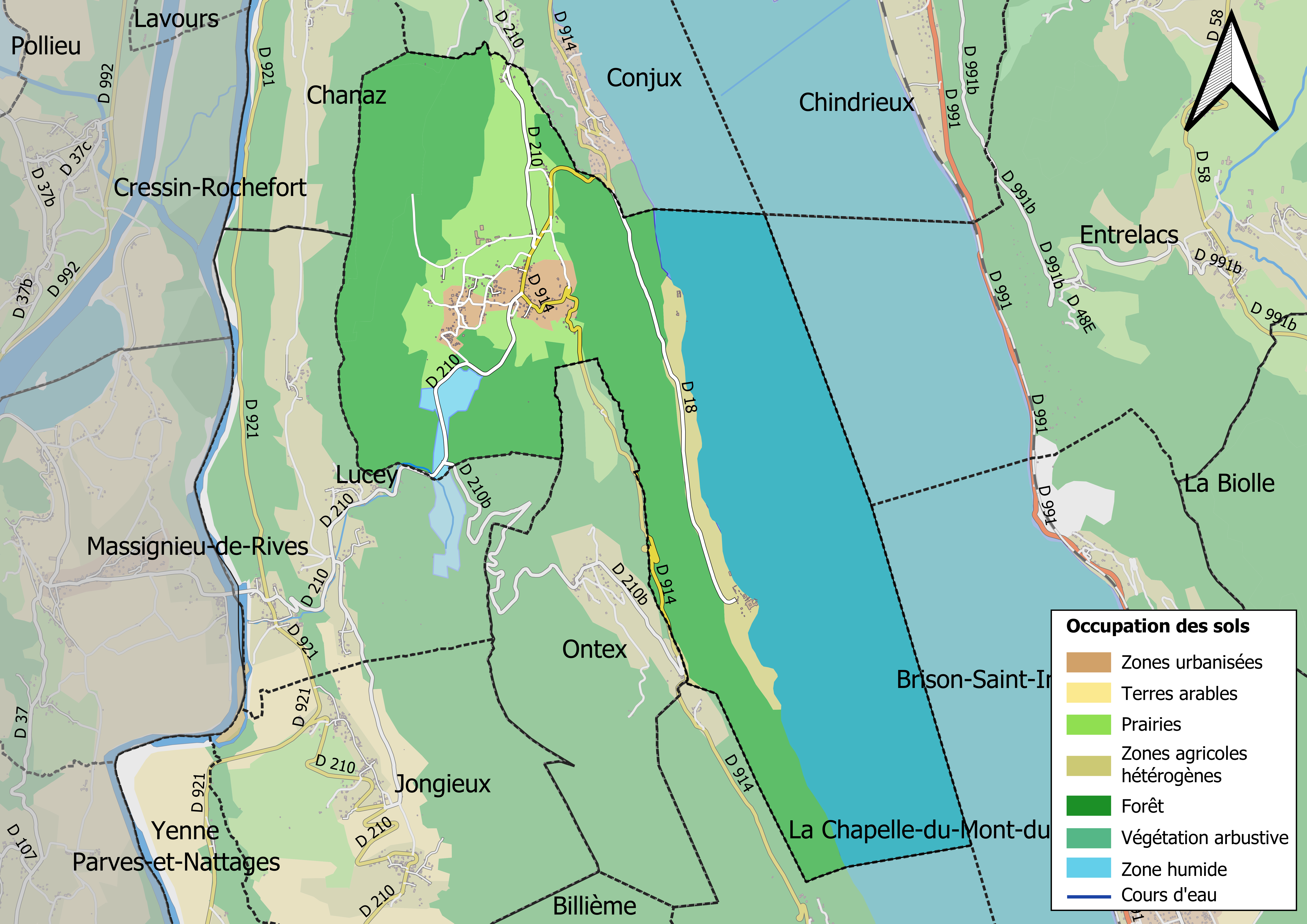
Carte des infrastructures et de l'occupation des sols en 2018 (CLC) de la commune.
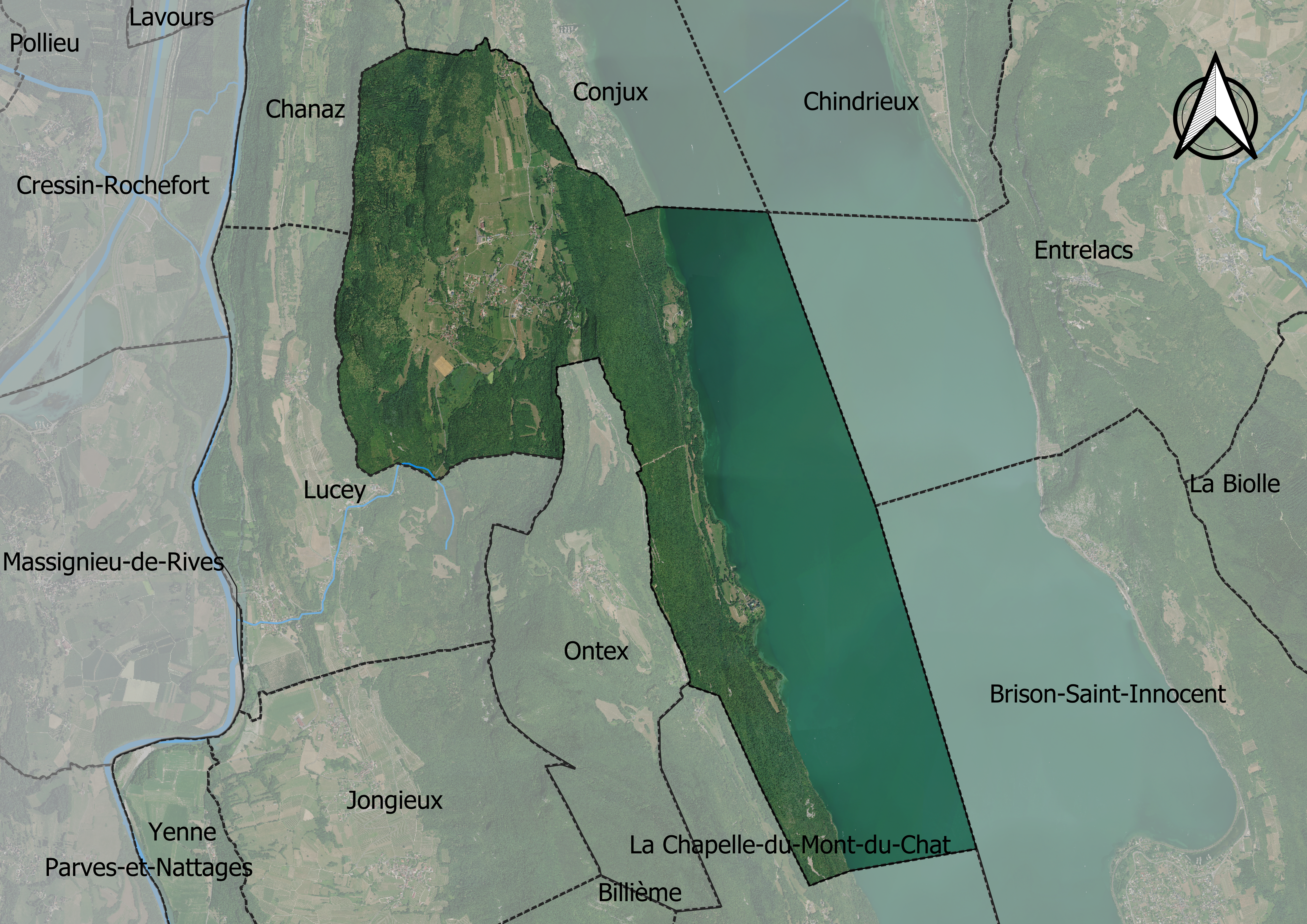
Carte orthophotogrammétrique de la commune.

## Toponymie
La paroisse est mentionnée vers 1344 sous la forme Cura de Curtillies. On trouve également les formes Sancti Petri Vallis Crienne (1481), St Pierre de Curtillies (1627), Sanctus Petrus de Curticella (XVIIe siècle) ou encore St-Pierre-de-Curtille (1738).
Le nom de la commune est constitué du nom de la paroisse dédiée à l'apôtre Pierre, et de Curtille qui correspond à un petit domaine rural,.
La commune ne semble pas posséder de nom en francoprovençal, selon la graphie de Conflans.

## Histoire
Bernard de Saint-Genis donne la terre de Curtille à l'abbaye d'Hautecombe, en 1164.

## Politique et administration
La commune fait partie de Grand Lac depuis le 1er janvier 2017.
Après le nouveau découpage territorial en vue des élections départementales de 2015, la commune de Saint-Pierre-de-Curtille est rattachée au canton du Bugey savoyard.
| Période                                  | Période   | Identité               | Étiquette      | Qualité                                                     |
| ---------------------------------------- | --------- | ---------------------- | -------------- | ----------------------------------------------------------- |
| Mars 1983                                | Mars 2014 | Serge Simondin         | sans étiquette | Maire et président de la communauté de communes (2000-2014) |
| Mars 2014                                | Juin 2020 | Sylvie L'hévèder       | sans étiquette | Maire et vice-présidente de la communauté de communes       |
| Juin 2020                                | En cours  | Gérard Dillenschneider | sans étiquette |                                                             |
| Les données manquantes sont à compléter. |           |                        |                |                                                             |

## Population et société

### Démographie
L'évolution du nombre d'habitants est connue à travers les recensements de la population effectués dans la commune depuis 1793. Pour les communes de moins de 10 000 habitants, une enquête de recensement portant sur toute la population est réalisée tous les cinq ans, les populations de référence des années intermédiaires étant quant à elles estimées par interpolation ou extrapolation. Pour la commune, le premier recensement exhaustif entrant dans le cadre du nouveau dispositif a été réalisé en 2004.

En 2022, la commune comptait 488 habitants, en évolution de −1,01 % par rapport à 2016 (Savoie : +3,63 %, France hors Mayotte : +2,11 %).
| 1793 | 1800 | 1806 | 1822 | 1838 | 1848 | 1858 | 1861 | 1866 |
| ---- | ---- | ---- | ---- | ---- | ---- | ---- | ---- | ---- |
| 417  | 365  | 508  | 500  | 544  | 594  | 510  | 472  | 504  |

| 1872 | 1876 | 1881 | 1886 | 1891 | 1896 | 1901 | 1906 | 1911 |
| ---- | ---- | ---- | ---- | ---- | ---- | ---- | ---- | ---- |
| 518  | 497  | 468  | 468  | 433  | 398  | 378  | 373  | 332  |

| 1921 | 1926 | 1931 | 1936 | 1946 | 1954 | 1962 | 1968 | 1975 |
| ---- | ---- | ---- | ---- | ---- | ---- | ---- | ---- | ---- |
| 301  | 290  | 313  | 275  | 282  | 265  | 204  | 216  | 194  |

| 1982 | 1990 | 1999 | 2004 | 2006 | 2009 | 2014 | 2019 | 2022 |
| ---- | ---- | ---- | ---- | ---- | ---- | ---- | ---- | ---- |
| 214  | 277  | 362  | 409  | 414  | 444  | 479  | 487  | 488  |

### Manifestations culturelles et festivités
La commune est connue régionalement pour sa brocante annuelle, se déroulant le premier ou second dimanche de septembre et accueillant chaque année jusqu'à plusieurs centaines d'exposants et de nombreux visiteurs. Une fête médiévale se tient également tous les mois de juillet au château du village.

## Économie
La commune possède notamment :
- une zone artisanale : zone artisanale des Echenaux, depuis 2011 ;
- une entreprise agricole : le Gaec du Val de Crène.

## Culture locale et patrimoine

### Lieux et monuments
- L'abbaye d'Hautecombe ; fondée au XIIe siècle au bord du lac du Bourget par des moines en provenance de l'abbaye de Cîteaux, les moines bénédictins leur ont succédé. Haut-lieu spirituel, elle est depuis longtemps la nécropole de la maison de Savoie, puis celle des rois d'Italie[16].

Outre ce haut-lieu touristique, la commune a plusieurs autres points d'intérêts :
- la grange batelière, partie intégrante du domaine de Hautecombe édifiée à la fin du XIIe siècle ou du milieu du XIIIe siècle, au niveau de l'embarcadère de l'abbaye ;
- l'église Saint-Pierre-aux-Liens de Saint-Pierre-de-Curtille, réalisée en 1838 par Ernest Melano pour remplacer une église vétuste, qui a été en partie financée par Marie-Christine de Bourbon[17]. Consacrée en 1844, elle est surprenante pour sa forme en rotonde. Elle a été rénovée en 1992, et comporte des boiseries, des tableaux inscrits à l'inventaire supplémentaire des Monuments historiques ;
- le château de Pomboz, édifié sur un castrum romain. Il fut la résidence des abbés commendataires de l'abbaye d'Hautecombe entre le XVIe siècle et 1789, période durant laquelle il accueillit de nombreuses personnalités comme Pierre de Ronsard ou St-François de Sales[18]. Fortement remanié au XIXe siècle à la suite de deux incendies, il sert de décor au 1er épisode de la série Sortie de Secours[19] de Richard Delay[20], récompensée au festival du court métrage de Ceyzérieu en 2023, ainsi qu'au film policier Pas de Parole Pas de Pitié[21].
- le château Saint-Gilles (Mairie);
- des fours à pain et des fontaines (rénovés en 2005) par la communauté de communes.

### Personnalités liées à la commune
- Personnes enterrées à l'abbaye d'Hautecombe, principalement des membres ecclésiastiques mais aussi de très nombreux membres de la Maison de Savoie dont des rois d'Italie.
- Ernest Luguet (1897-1985), poète fondateur de la Compagnie du Sarto et compositeur dont l'oeuvre pour piano est réhabilitée en 2024 par le grand concertiste Pascal Gallet[22].

### Héraldique
| Blason de Saint-Pierre-de-Curtille | Blason  | Parti de gueules et d'argent, à deux clés d'or passées en sautoir brochantes. |
| Blason de Saint-Pierre-de-Curtille | Détails | Le statut officiel du blason reste à déterminer.                              |